# Parque de Sanssouci
El parque de Sanssouci es un gran parque que rodea el Palacio de Sanssouci, en Potsdam, Alemania. Tras la creación de terrazas en el viñedo y la construcción del palacio, los jardines de los alrededores se incluyeron en él. Se creó un jardín de flores barroco con césped, parterres, setos y árboles. En la zona de setos se plantaron 3000 árboles frutales. Los invernaderos de los numerosos viveros contenían naranjas, melones, melocotones y plátanos. Las diosas Flora y Pomona, que decoran el obelisco de entrada en la salida este del parque, se colocaron aquí para destacar su conexión con el jardín de flores, frutas y verduras.

## Descripción

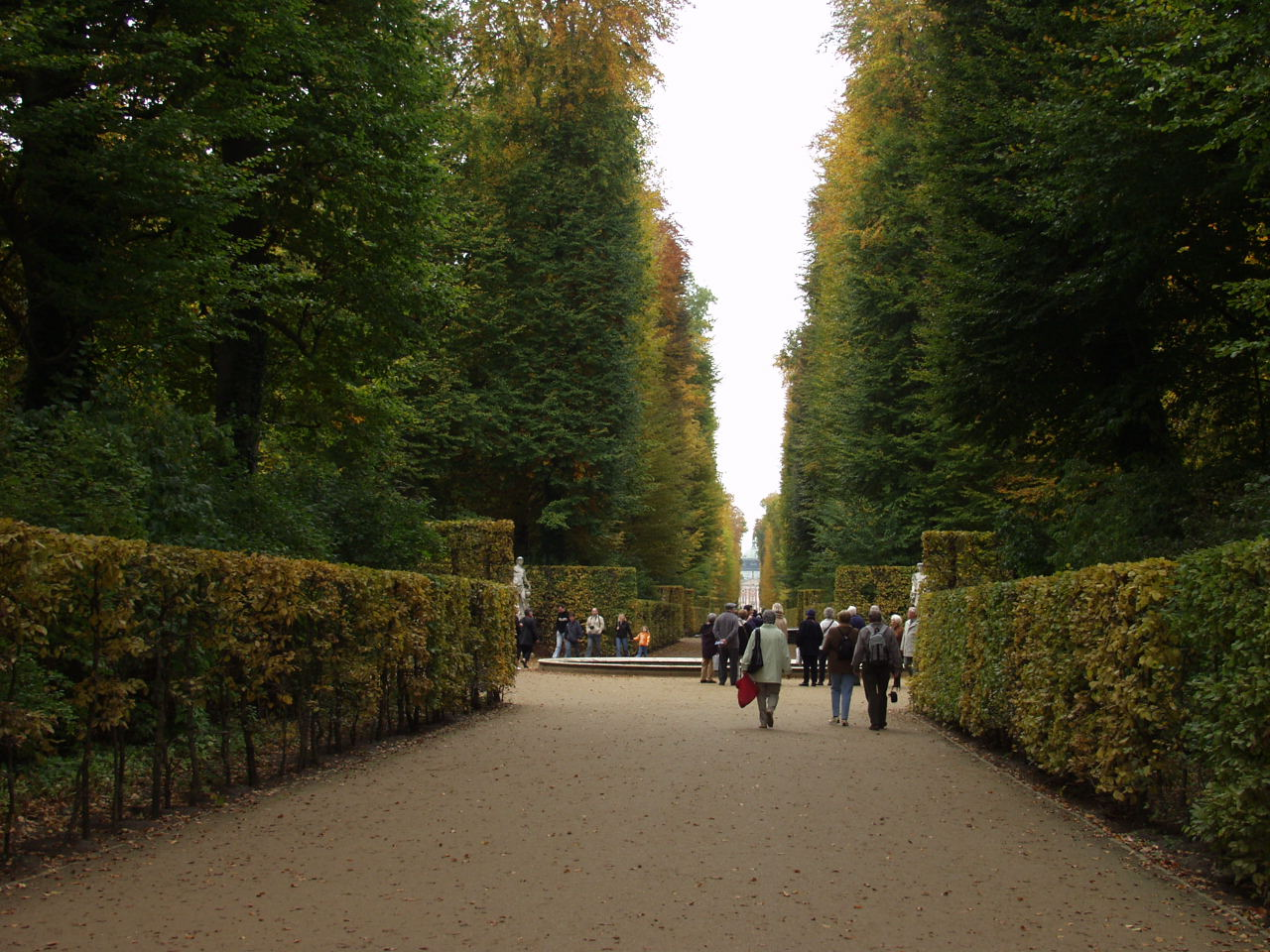
Setos y árboles podados abren las avenidas

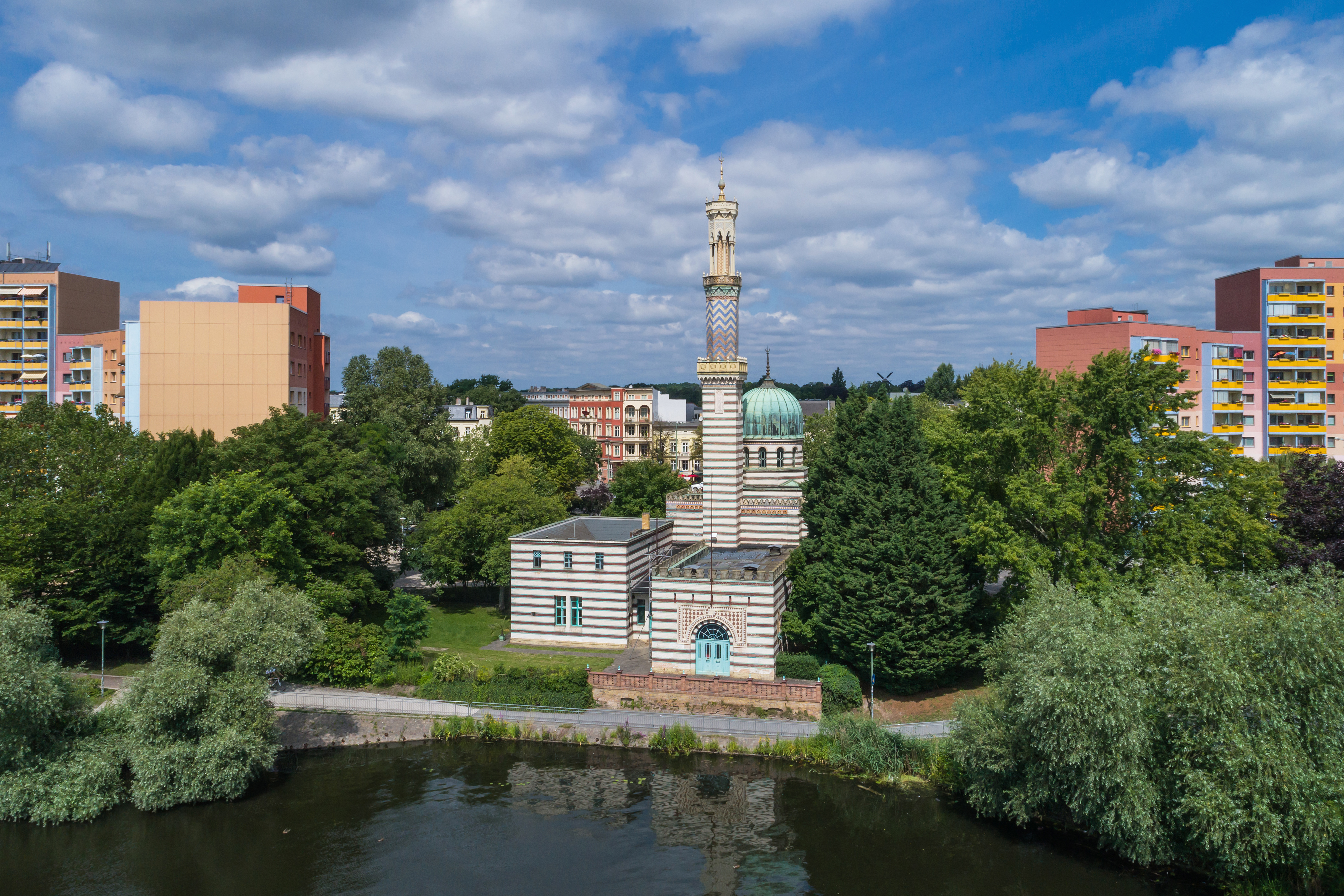
La Estación de Bombeo, que parece una mezquita

Con la expansión del parque tras la construcción de nuevos edificios, se creó una avenida principal recta de 2,5 km de longitud. Comenzaba al este, en el obelisco de 1748, y con los años se extendió hasta el Palacio Nuevo. En 1764 se construyó la pinacoteca, seguida por las Cámaras Nuevas en 1774. Estos edificios flanquean el palacio y abren la avenida a rotondas con fuentes rodeadas por estatuas de mármol. Desde allí salen varios caminos entre setos altos hacia otras partes de los jardines.
En su organización del parque, Federico el Grande continuó con lo que había comenzado en Neuruppin y Rheinsberg. Durante su estancia como Príncipe de la Corona en Neuruppin, donde fue comandante de un regimiento de 1732 a 1735, ordenó que se creara un jardín de flores, frutas y verduras en los terrenos de su residencia. Él ya se había apartado de la organización clásica de los jardines barrocos, que seguían el modelo representado por Versalles, combinando lo bonito y lo útil. También siguió este principio en Rheinsberg. Aparte de la transformación del palacio, que Federico recibió como un regalo de su padre Federico Guillermo I en 1734, ordenó la creación de un jardín de frutas y verduras rodeado por setos. La avenida central y otra avenida más grande no conducían directamente al palacio, como era usual en los parques franceses de la época, sino que salían del ala sur y formaban un ángulo recto con el edificio.
Federico invirtió mucho en el sistema de fuentes del parque, debido a que eran un elemento fundamental de los jardines barrocos. Pero ni la Gruta de Neptuno, completada en 1757 en la parte este del parque, ni las instalaciones para las fuentes se pudieron usar para su función prevista. En la cima del Ruinenberg, a unos seiscientos metros de distancia, había una cuenca de agua de la que no se pudo hacer llegar agua al parque debido a la falta de experiencia de los constructores de las fuentes.
No se consiguió que llegara agua hasta que se usó la máquina de vapor cien años después,. En octubre de 1842 un motor de vapor de 81,4 caballos construido por August Borsig comenzó a funcionar e hizo que el chorro de agua de la Gran Fuente, bajo las terrazas del viñedo, se elevara a una altura de 38 metros. Se construyó una estación de bombeo en el Havelbucht para esta máquina. Fue encargada por Federico Guillermo IV y construida por Ludwig Persius entre 1841 y 1843, "en el estilo de una mezquita turca con un minarete como chimenea".
Muchos años antes, Federico Guillermo III había comprado una zona que bordeaba el Parque Sanssouci por el sur y se la regaló a su hijo Federico Guillermo IV por Navidad en 1825. Allí Karl Friedrich Schinkel y Ludwig Persius construyeron el Palacio de Charlottenhof donde se ubicaba antiguamente una granja. El diseño del jardín se encargó a Peter Joseph Lenné. Con los jardines barrocos de flores y frutas de la época del rey Federico en mente, el arquitecto del jardín convirtió los terrenos planos y parcialmente pantanosos en un parque abierto. Las amplias praderas creaban avenidas visuales entre el Palacio de Charlottenhof, los baños romanos y el Palacio Nuevo, con el Templo de la Amistad construido desde los tiempos de Federico el Grande. Grupos de arbustos y árboles situados casualmente y un foso que se ensancha en un estanque embellecen el gran parque. Lenné usó los materiales excavados para crear el estanque para construir una apacible zona de colinas donde los caminos se cruzan en los puntos altos.

## Edificios en el Parque Sanssouci
Construidos durante el reinado de Federico el Grande:
- Palacio de Sanssouci
- Pinacoteca de Sanssouci
- Cámaras Nuevas
- Gruta de Neptuno
- Pabellón chino
- Nuevo Palacio
- Templo de la Amistad
- Templo Antiguo
- Obeliscos de entrada

Construidos durante el reinado de Federico Guillermo IV:
- Baños romanos
- Iglesia de la Paz con el grupo de edificios cercanos

En los alrededores de Sanssouci:
- Conjunto de ruinas artísticas en el Ruinenberg
- Belvedere en el Klausberg
- Casa del Dragón
- Palacio de la Orangerie en el Klausberg
- Palacio de Charlottenhof
- Kaiserbahnhof en la Estación de trenes de Potsdam-Parque de Sanssouci

## Lugares de interés
- Jardín Botánico de Potsdam, un jardín botánico creado en 1950
- Puerta Verde, entrada principal del parque

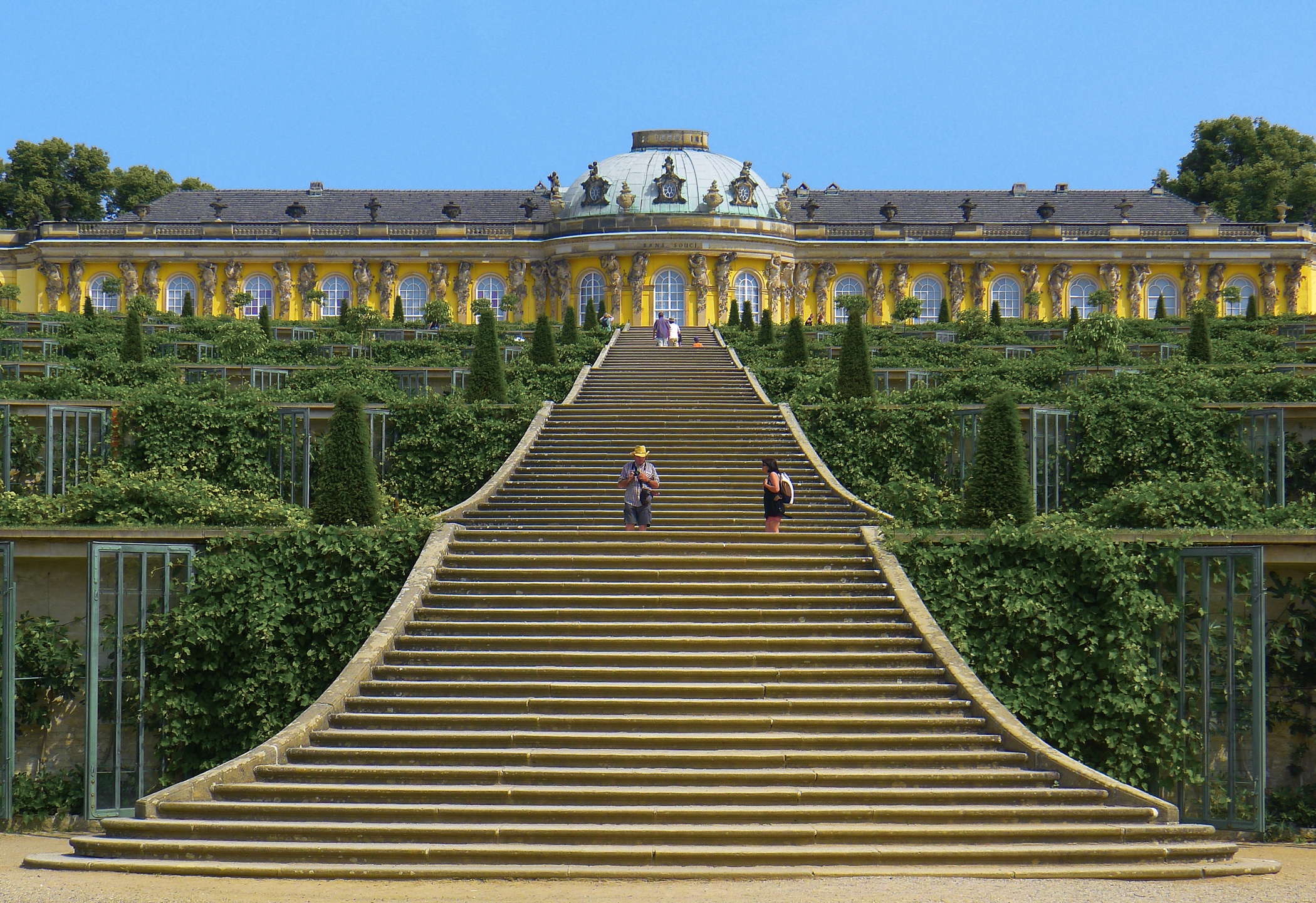
Palacio de Sanssouci
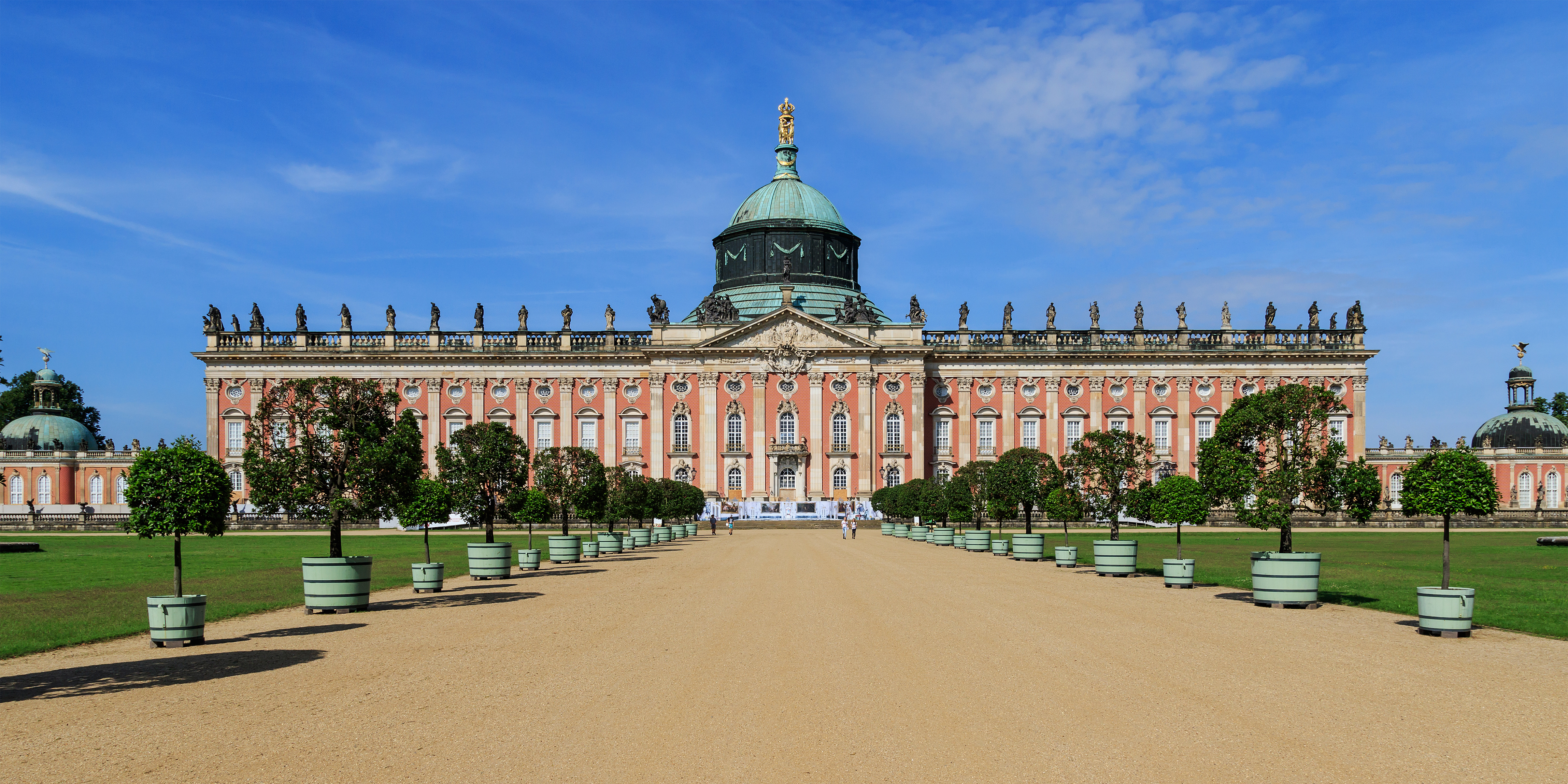
Nuevo Palacio
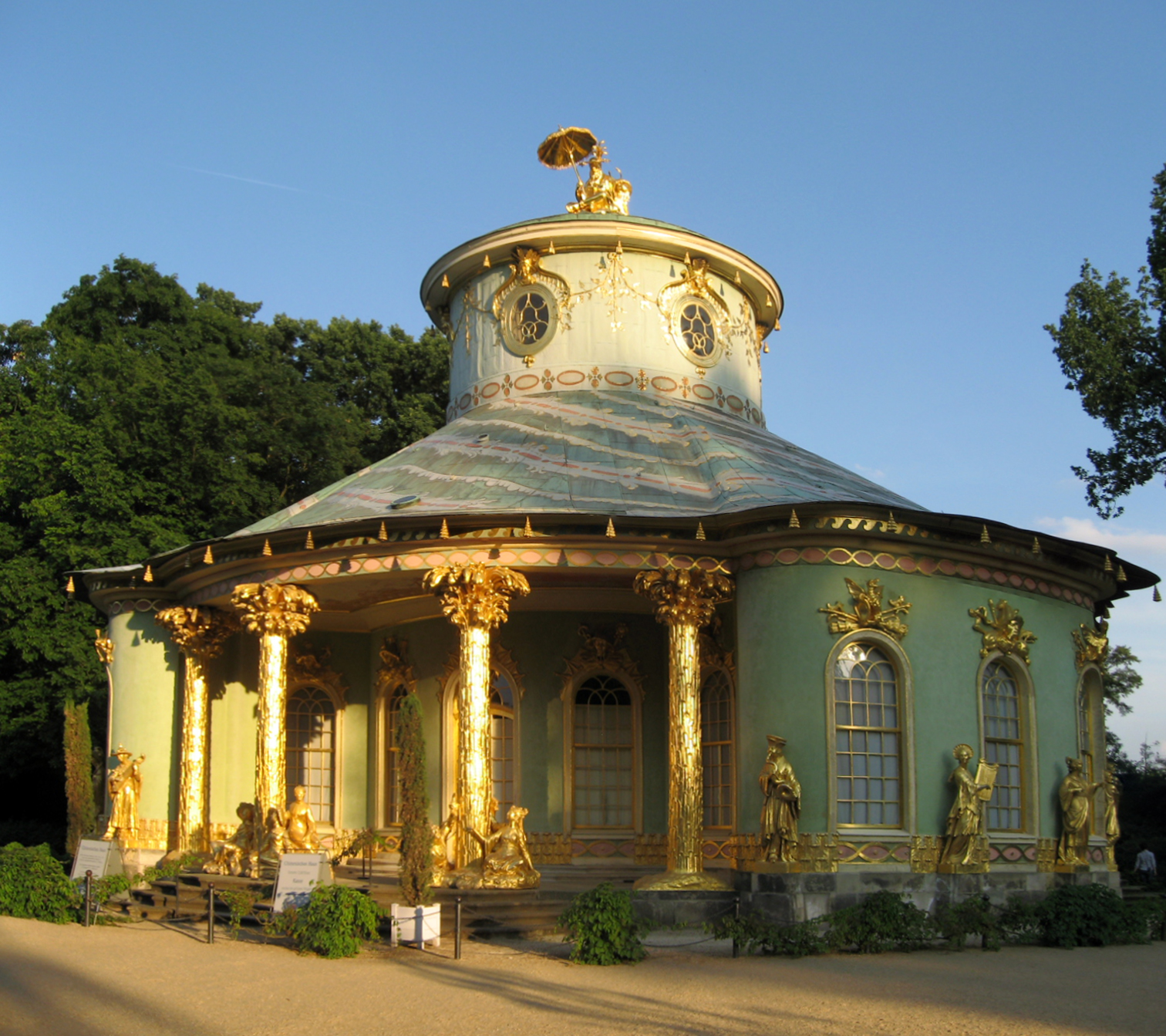
Pabellón Chino
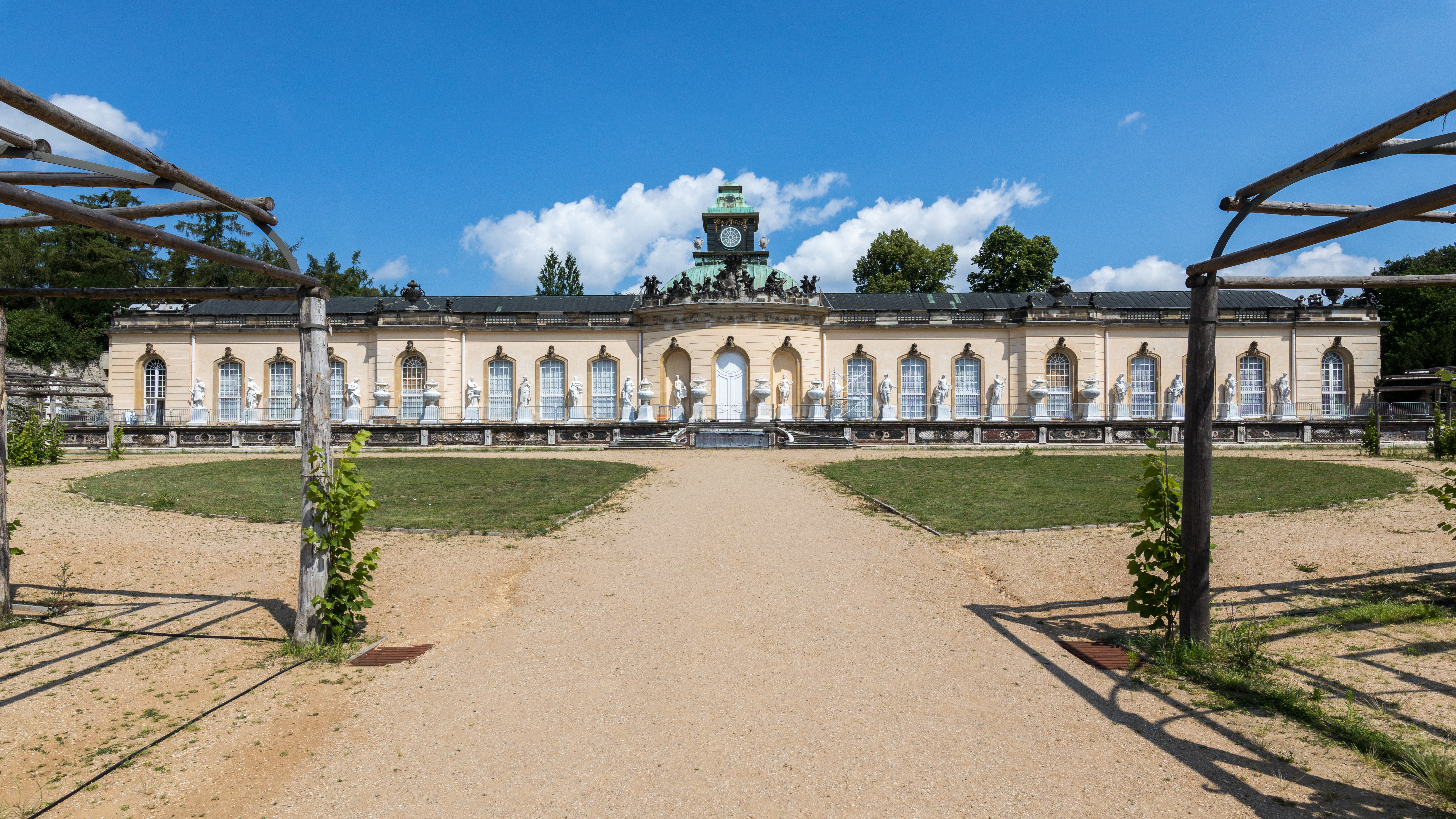
Pinacoteca de Sanssouci
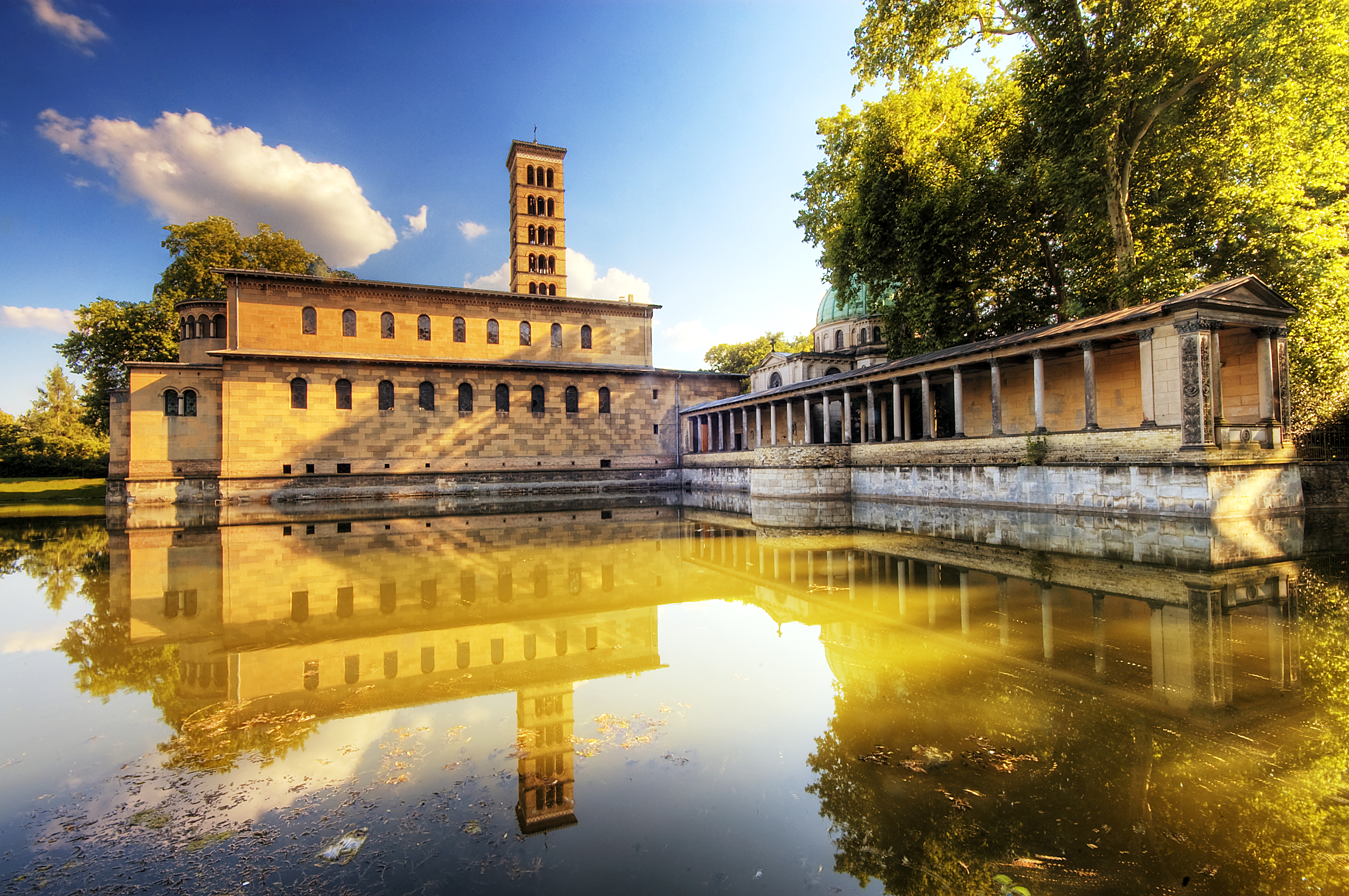
Iglesia de la Paz
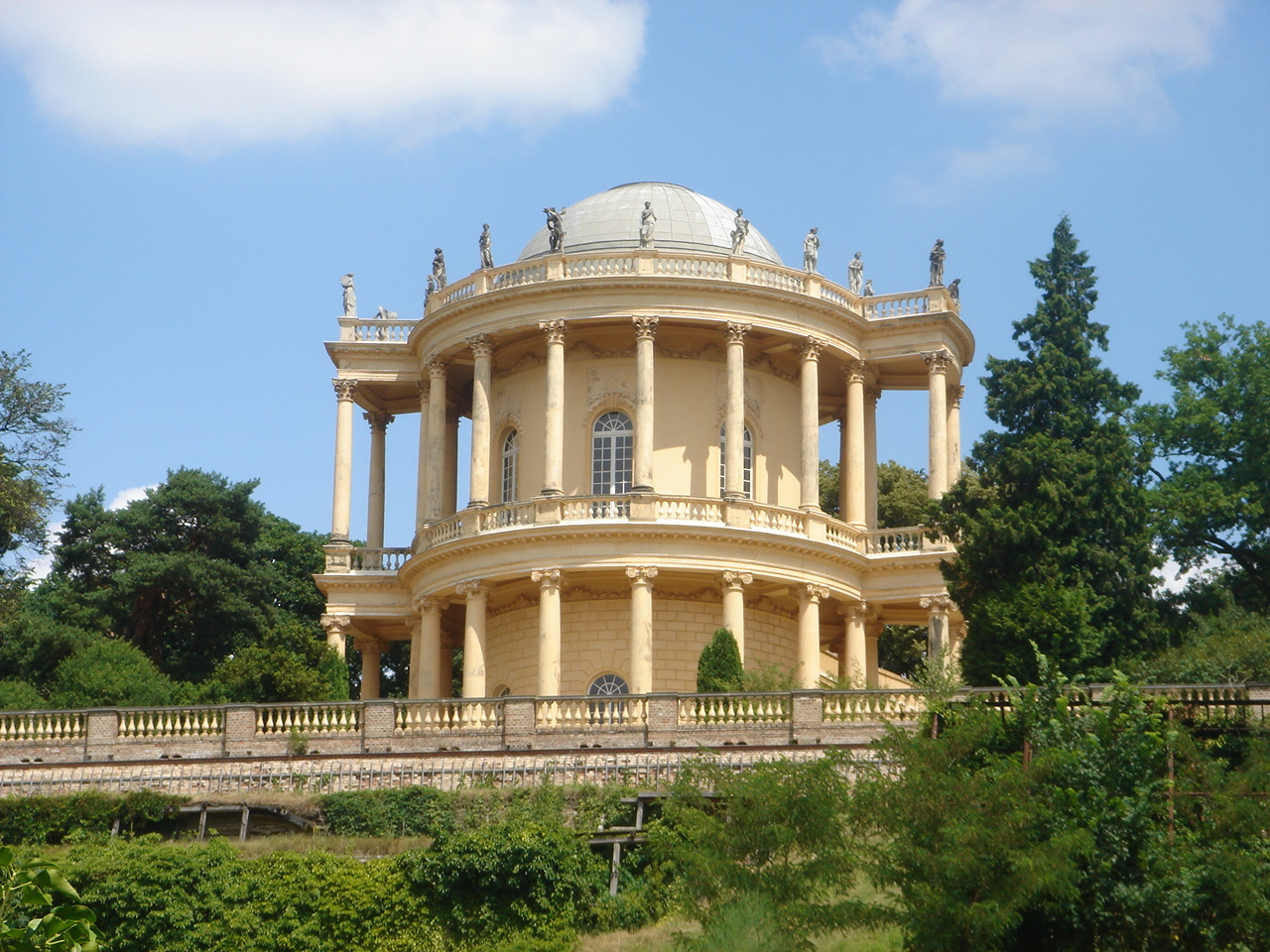
Belvedere en el Klausberg
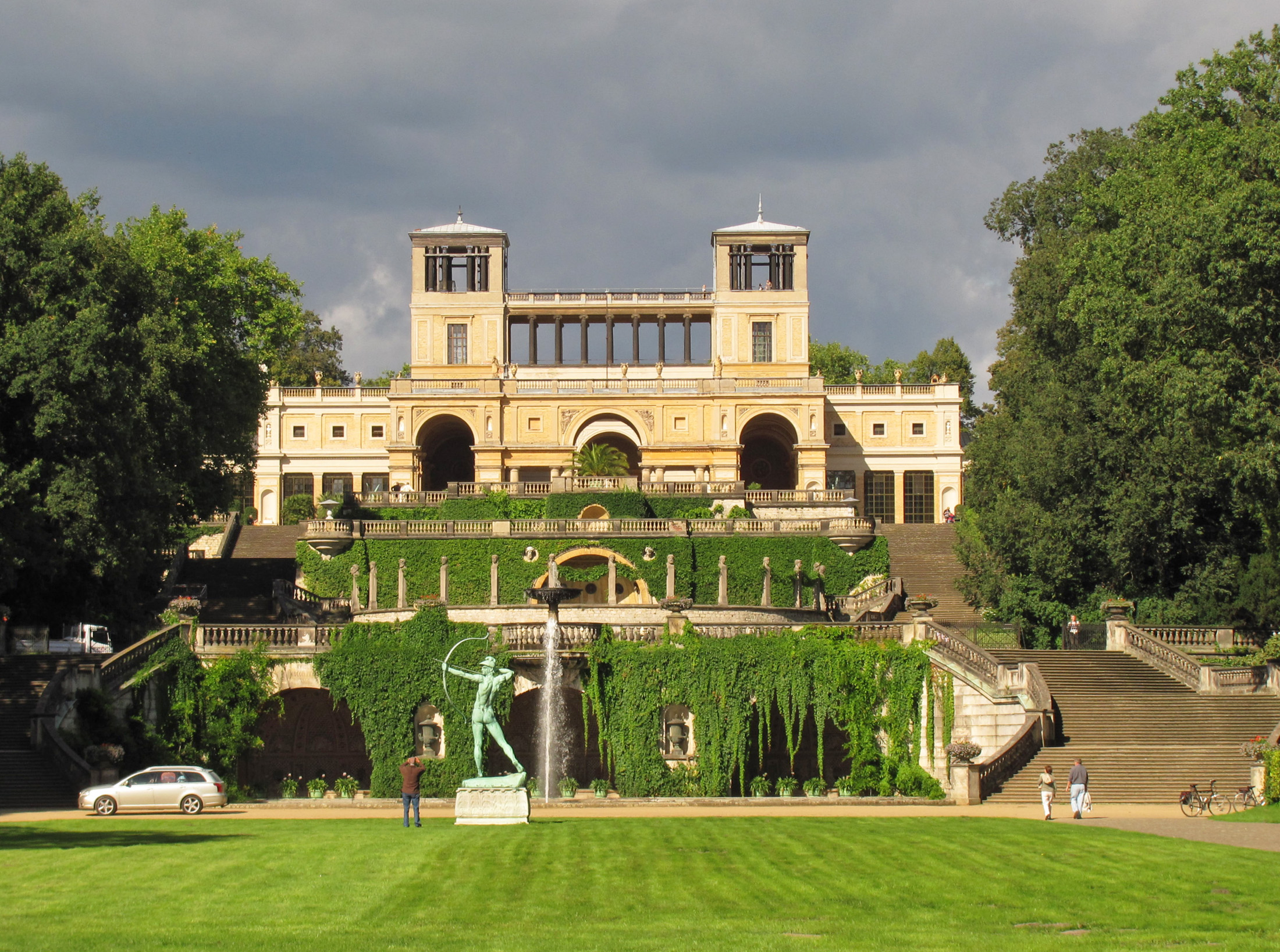
Palacio de la Orangerie
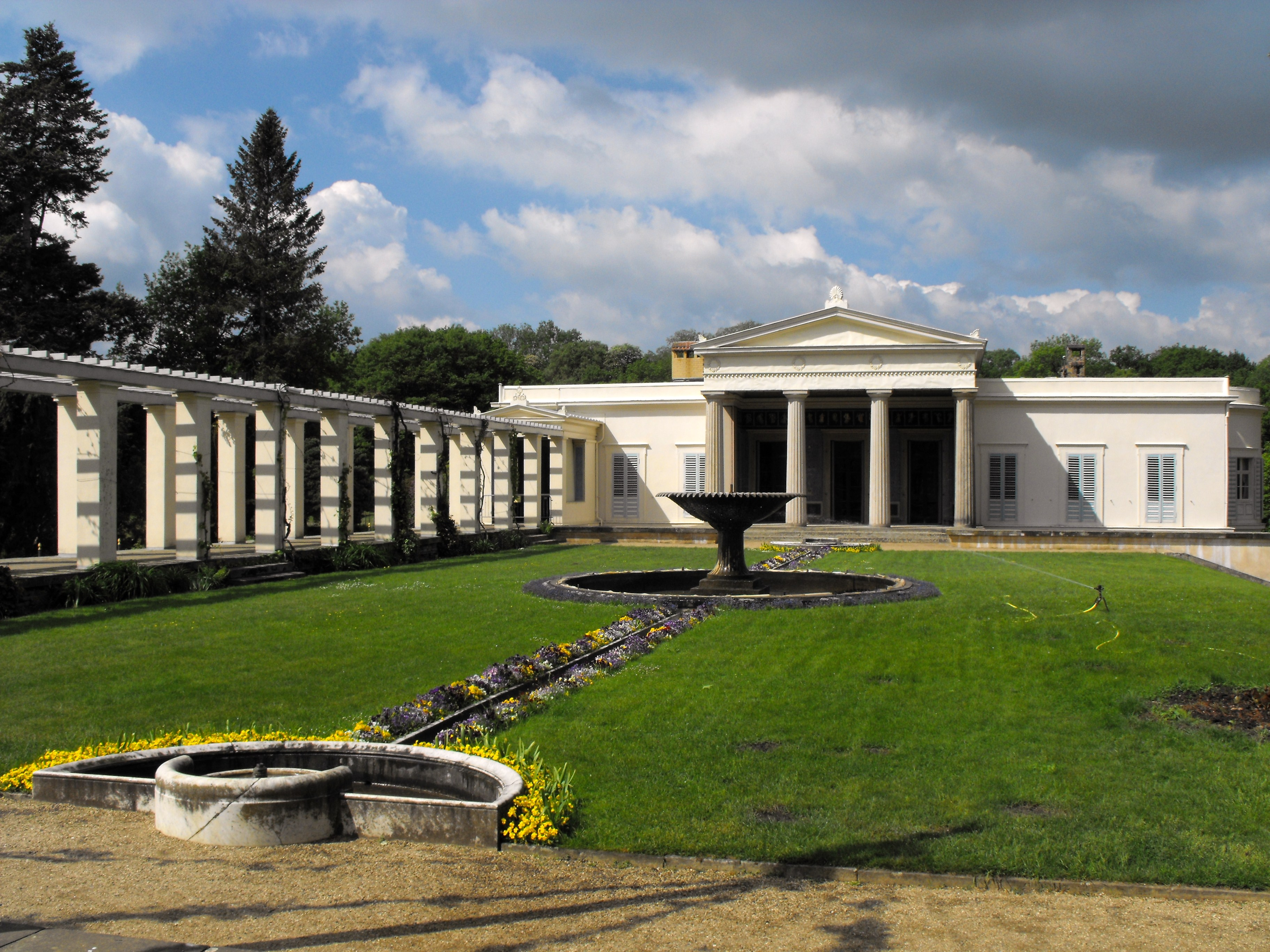
Palacio de Charlottenhof
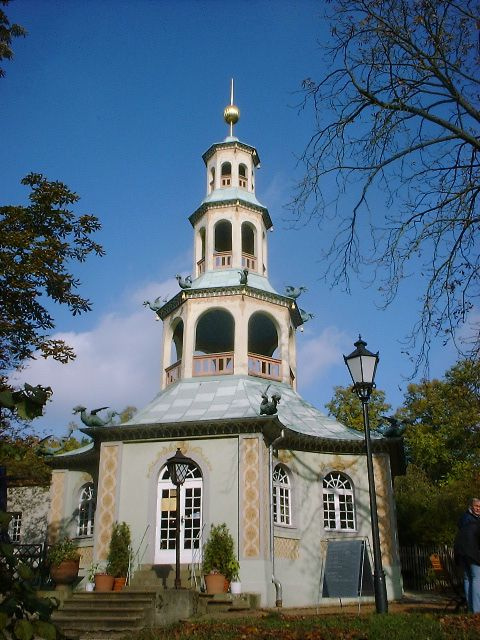
La Casa del Dragón se construyó entre 1770 y 1772 en el estilo Chinoiserie en el norte del Parque de Sanssouci.
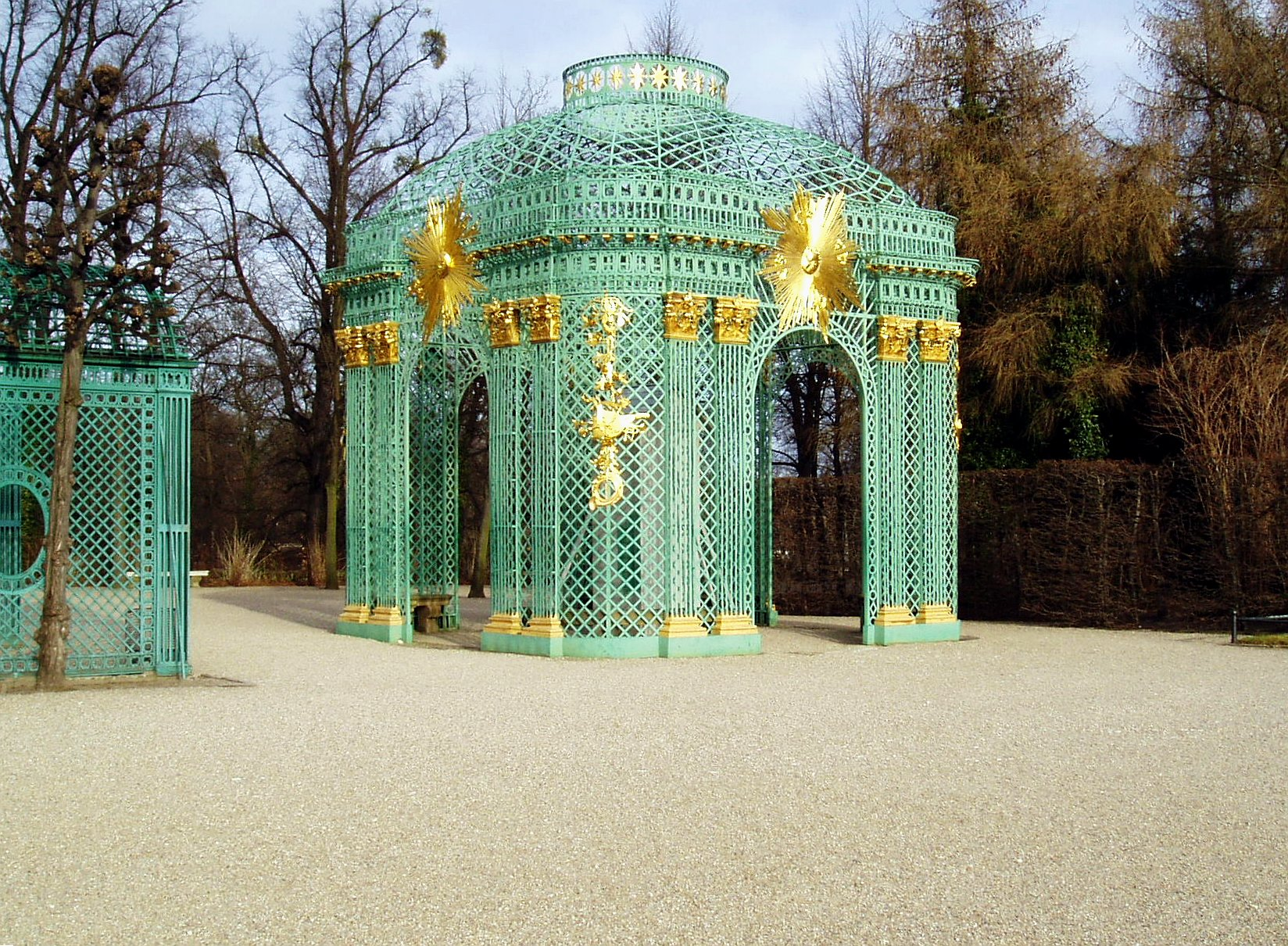
Un gazebo en el parque